# Mats Zuccarello Aasen
Pour les articles homonymes, voir Zuccarello (homonymie) et Aasen.
Mats André Zuccarello Aasen (né le 1er septembre 1987 à Oslo en Norvège) est un joueur professionnel norvégien de hockey sur glace. Il évolue au poste d'attaquant pour le Wild du Minnesota dans la Ligue nationale de hockey (LNH). Surnommé « The Lizard », il a aussi joué pour les Rangers de New York et les Stars de Dallas.

## Biographie

### Carrière junior
Il commence sa carrière en 2004 dans la UPC ligaen en jouant pour IF Frisk Tigers Asker. Il termine meilleur pointeur de l'équipe en 2006-2007. En 2008, il signe à MODO hockey en Elitserien.  

### La Ligue nationale de hockey

#### Rangers de New York (2010-2019)
En 2010, il signe un contrat avec les Rangers de New York. Le 23 décembre 2010, il joue son premier match dans la Ligue nationale de hockey face au Lightning de Tampa Bay. Le 11 janvier 2011, il donne la victoire à son équipe en marquant en prolongation son tout premier but dans la ligue nationale de hockey face aux Hurricanes de la Caroline. Il a terminé la saison 2010-2011 avec 6 buts et 17 passes. 
Le 30 octobre 2015, il enregistre son premier tour du chapeau en carrière dans un gain 3-1 contre les Maple Leafs de Toronto,. 

#### Stars de Dallas (2019)
Le 23 février 2019, il est échangé aux Stars de Dallas en retour d'un choix conditionnel de 2e ronde en 2019 et d'un choix conditionnel de 3e tour en 2020  . Malheureusement, il se blesse au bras dès le deuxième tiers-temps de son premier match avec les Stars, alors qu'il connait un début retentissant avec un but et une aide déjà inscrit, blessure qui devrait le tenir à l'écart pour une durée d'au moins 4 semaines . 

#### Wild du Minnesota (2019-)
Le 1er juillet 2019, étant agent libre, il signe un contrat de 5 ans et d'une valeur de 30 000 000 $ avec le Wild du Minnesota.

### Carrière internationale
Il représente la Norvège au niveau international. Il a participé aux sélections jeunes.

## Statistiques

### En club
| Saison     | Équipe                  | Ligue      |     | Saison régulière | Saison régulière | Saison régulière | Saison régulière | Saison régulière |    | Séries éliminatoires | Séries éliminatoires | Séries éliminatoires | Séries éliminatoires | Séries éliminatoires |
| Saison     | Équipe                  | Ligue      | PJ  | B                | A                | Pts              | Pun              | PJ               | B  | A                    | Pts                  | Pun                  |                      |                      |
| 2004-2005  | IF Frisk Tigers Asker   | UPC ligaen | 1   | 0                | 0                | 0                | 0                | -                | -  | -                    | -                    | -                    |                      |                      |
| 2005-2006  | IF Frisk Tigers Asker   | UPC ligaen | 21  | 5                | 3                | 8                | 12               | 4                | 0  | 0                    | 0                    | 0                    |                      |                      |
| 2006-2007  | IF Frisk Tigers Asker   | UPC ligaen | 43  | 34               | 25               | 59               | 36               | 7                | 4  | 4                    | 8                    | 2                    |                      |                      |
| 2007-2008  | IF Frisk Tigers Asker   | GET ligaen | 34  | 24               | 40               | 64               | 48               | -                | -  | -                    | -                    | -                    |                      |                      |
| 2008-2009  | MODO hockey             | Elitserien | 35  | 12               | 28               | 40               | 38               | -                | -  | -                    | -                    | -                    |                      |                      |
| 2009-2010  | MODO hockey             | Elitserien | 55  | 23               | 41               | 64               | 62               | -                | -  | -                    | -                    | -                    |                      |                      |
| 2010-2011  | Wolf Pack de Hartford   | LAH        | 36  | 13               | 16               | 29               | 16               | 2                | 1  | 1                    | 2                    | 4                    |                      |                      |
| 2010-2011  | Rangers de New York     | LNH        | 42  | 6                | 17               | 23               | 4                | 1                | 0  | 0                    | 0                    | 2                    |                      |                      |
| 2011-2012  | Rangers de New York     | LNH        | 10  | 2                | 1                | 3                | 6                | -                | -  | -                    | -                    | -                    |                      |                      |
| 2011-2012  | Whale du Connecticut    | LAH        | 37  | 12               | 24               | 36               | 22               | -                | -  | -                    | -                    | -                    |                      |                      |
| 2012-2013  | Metallourg Magnitogorsk | KHL        | 44  | 11               | 17               | 28               | 30               | 7                | 2  | 2                    | 4                    | 10                   |                      |                      |
| 2012-2013  | Rangers de New York     | LNH        | 15  | 3                | 5                | 8                | 8                | 12               | 1  | 6                    | 7                    | 4                    |                      |                      |
| 2013-2014  | Rangers de New York     | LNH        | 77  | 19               | 40               | 59               | 32               | 25               | 5  | 8                    | 13                   | 20                   |                      |                      |
| 2014-2015  | Rangers de New York     | LNH        | 78  | 15               | 34               | 49               | 45               | 5                | 0  | 2                    | 2                    | 0                    |                      |                      |
| 2015-2016  | Rangers de New York     | LNH        | 81  | 26               | 35               | 61               | 34               | 5                | 1  | 1                    | 2                    | 4                    |                      |                      |
| 2016-2017  | Rangers de New York     | LNH        | 80  | 15               | 44               | 59               | 26               | 12               | 4  | 3                    | 7                    | 16                   |                      |                      |
| 2017-2018  | Rangers de New York     | LNH        | 80  | 16               | 37               | 53               | 36               | -                | -  | -                    | -                    | -                    |                      |                      |
| 2018-2019  | Rangers de New York     | LNH        | 46  | 11               | 26               | 37               | 24               | -                | -  | -                    | -                    | -                    |                      |                      |
| 2018-2019  | Stars de Dallas         | LNH        | 2   | 1                | 2                | 3                | 0                | 13               | 4  | 7                    | 11                   | 6                    |                      |                      |
| 2019-2020  | Wild du Minnesota       | LNH        | 65  | 15               | 22               | 37               | 18               | 4                | 0  | 1                    | 1                    | 0                    |                      |                      |
| 2020-2021  | Wild du Minnesota       | LNH        | 42  | 11               | 24               | 35               | 8                | 7                | 0  | 3                    | 3                    | 2                    |                      |                      |
| 2021-2022  | Wild du Minnesota       | LNH        | 70  | 24               | 55               | 79               | 24               | 6                | 1  | 3                    | 4                    | 2                    |                      |                      |
| 2022-2023  | Wild du Minnesota       | LNH        | 78  | 22               | 45               | 67               | 26               | 6                | 2  | 3                    | 5                    | 4                    |                      |                      |
| 2023-2024  | Wild du Minnesota       | LNH        | 69  | 12               | 51               | 63               | 30               | -                | -  | -                    | -                    | -                    |                      |                      |
| Totaux LNH | Totaux LNH              | Totaux LNH | 835 | 198              | 438              | 636              | 321              | 96               | 18 | 37                   | 55                   | 60                   |                      |                      |

### En équipe nationale
| Année | Équipe  | Évènement                            |   | PJ | B | A | Pts | Pun | +/-                          |  | Résultat |
| 2004  | Norvège | Championnat du monde moins de 18 ans | 6 | 0  | 2 | 2 | 8   | -3  | 10e place                    |  |          |
| 2005  | Norvège | Championnat du monde moins de 18 ans | 5 | 2  | 3 | 5 | 6   | +1  | 1e place Division I Groupe B |  |          |
| 2006  | Norvège | Championnat du monde junior          | 6 | 0  | 2 | 2 | 4   | -5  | 5e place Division I Groupe B |  |          |
| 2007  | Norvège | Championnat du monde junior          | 5 | 2  | 5 | 7 | 2   | -1  | 3e place division I groupe B |  |          |
| 2008  | Norvège | Championnat du monde                 | 7 | 1  | 0 | 1 | 2   | -5  | 8e place de l'élite          |  |          |
| 2009  | Norvège | Championnat du monde                 | 6 | 3  | 0 | 3 | 8   | 0   | 11e place de l'élite         |  |          |
| 2010  | Norvège | Jeux olympiques                      | 4 | 1  | 2 | 3 | 2   | +1  | 10e place                    |  |          |
| 2010  | Norvège | Championnat du monde                 | 6 | 3  | 1 | 4 | 6   | -1  | 9e place de l'élite          |  |          |
| 2014  | Norvège | Jeux olympiques                      | 3 | 0  | 0 | 0 | 2   | -2  | 12e place                    |  |          |
| 2016  | Norvège | Championnat du monde                 | 7 | 1  | 2 | 3 | 4   | -2  | 10e place de l'élite         |  |          |
| 2016  | Europe  | Coupe du monde                       | 6 | 1  | 3 | 4 | 4   | +2  | Médaille d'argent            |  |          |

## Trophées et honneurs personnels

### UPC Ligaen/GET ligaen
- 2006-2007: nommé meilleur espoir du championnat
- 2007-2008: nommé meilleur joueur

### Elitserien
- 2009-2010 : meilleur pointeur de la saison régulière
- 2009-2010 : remporte le Casque d'Or

### Ligue américaine de hockey
- 2012 : sélectionné pour le Match des étoiles avec l'association de l'Est

### Ligue nationale de hockey
- 2013-2014 : remporte le trophée Prince de Galles avec les Rangers de New York (vainqueurs de la finale de l'association de l'Est)